# Вила-Борго (Кунео)
Вила-Борго је насеље у Италији у округу Кунео, региону Пијемонт.
Према процени из 2011. у насељу је живело 743 становника. Насеље се налази на надморској висини од 264 м.